# Olio di cocco

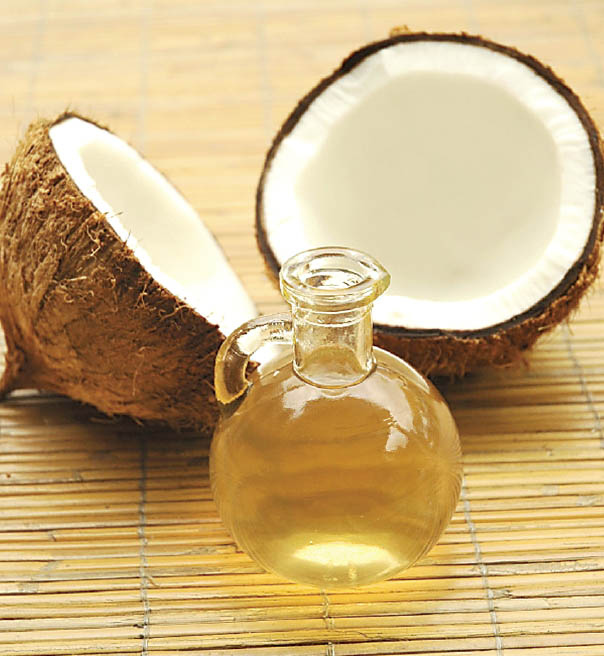
Una boccetta di olio di cocco

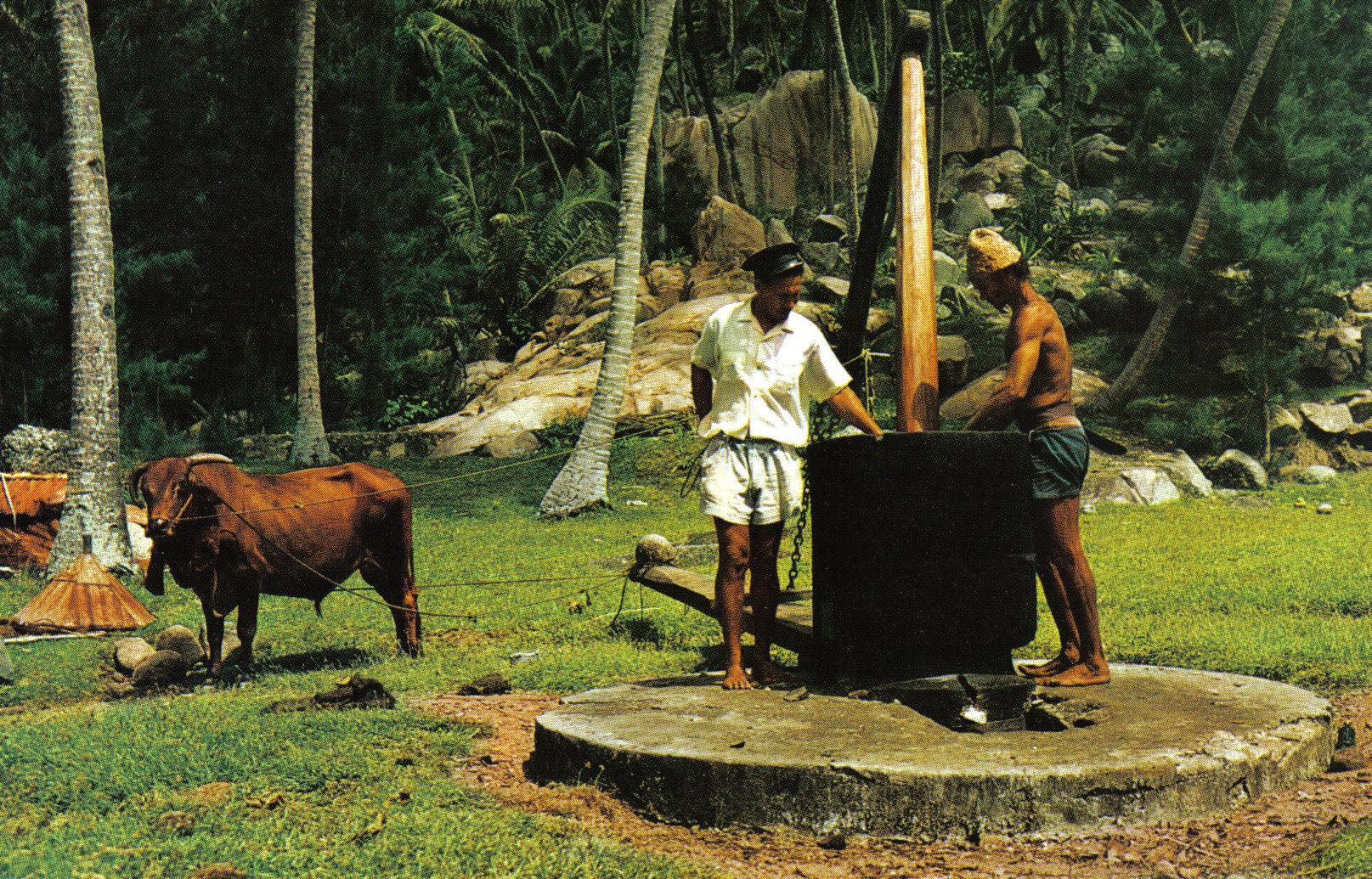
Produzione artigianale di olio di cocco alle Seychelles

L'olio di cocco è un grasso vegetale ottenuto a partire dal seme, in particolare dall'endosperma della palma da noce. Viene comunemente chiamato noce di cocco sia il frutto sia il seme della pianta. È il seme di grandi dimensioni della noce di cocco, rivestito da un endocarpo legnoso, che contiene grandi quantità di lipidi e carboidrati. L'olio può essere estratto dalla polpa (l'endosperma bianco all'interno del guscio chiamato anche "albume"), dalla farina, dal latte o dalla copra, la polpa essiccata. Con una temperatura di fusione dell'ordine dei 25 °C, a temperature inferiori può presentarsi come un burro, semisolido, bianco.
L'olio di cocco fu introdotto in Gran Bretagna nel 1820 come burro vegetale. Solo successivamente venne sfruttato per la produzione di saponi.
L'olio di cocco è una delle principali fonti di acido laurico, per la cui produzione compete con l'olio di palmisto. L'olio di cocco e i suoi derivati sono ampiamente utilizzati, oltre che come alimenti, nell'industria oleochimica, per la produzione di tensioattivi, farmaci e cosmetici. 
Sono di interesse commerciale tre tipi di olio di cocco:
- L'olio di cocco grezzo o crudo, ricavato dalla copra e destinato a successiva raffinazione per l'utilizzo alimentare o all'industria oleochimica per la produzione di acido laurico e di composti derivati. L'olio di cocco derivato dalla copra prima della raffinazione ha un intenso colore arancione/rosso e un forte odore caratteristico di vernice con una nota di cocco. Viene estratto mediante premitura della copra, ovverosia della polpa del seme del cocco essiccata per ridurne il tenore d'umidità e concentrare l'aliquota oleosa: la resa è particolarmente alta, visto che la copra essiccata contiene dal 60% al 67% di olio[2] rispetto al peso, praticamente il doppio dell'equivalente non essiccato.
- L'olio di cocco raffinato, deodorato e decolorato, destinato all'utilizzo alimentare e cosmetico. Tipicamente ricavato dalla copra ha un leggero colore giallo ed è praticamente inodore se altamente raffinato.
- L'olio di cocco vergine destinato all'utilizzo cosmetico e alimentare. Tipicamente ricavato dalla polpa non essiccata o dal latte è praticamente incolore e ha un forte odore di cocco.

## Standard
Le linee guida del Codex Alimentarius dell'Organizzazione Mondiale della Sanità su cibo, produzione alimentare e sicurezza alimentare, pubblicate dall'Organizzazione per l'alimentazione e l'agricoltura, includono standard per i partner commerciali che producono olio di cocco per il consumo umano.
La International Coconut Community (ICC), i cui venti membri producono circa il 90% della noce di cocco venduta commercialmente, ha pubblicato i suoi standard per distinguere l'olio di cocco vergine (VCO) da quello derivato da copra.
Come nel CODEX, che prevede l'aggettivazione e classificazione "vergine" solo per l'olio di oliva, definendone dettagliatamente le specifiche di produzione e qualitative, lo standard ICC definisce il VCO. Per lo standard ICC, l'olio di cocco vergine si ottiene dal nocciolo fresco e maturo (dodici mesi dall'impollinazione) del cocco (Cocos nucifera L.) con mezzi meccanici o naturali, con o senza l'applicazione di calore, che non porti ad alterare la natura dell'olio. Il VCO non ha subito raffinazione chimica, sbiancamento o deodorazione. Può essere consumato allo stato naturale senza necessità di ulteriori lavorazioni. L'olio di cocco vergine è costituito principalmente da trigliceridi a catena media, che sono resistenti alla perossidazione. Gli acidi grassi nell'olio di cocco vergine sono distinti dai grassi animali che contengono principalmente acidi grassi saturi a catena lunga. L'olio di cocco vergine è incolore, privo di sedimenti con profumo di cocco fresco naturale. È privo di odore o sapore rancido.

## Produzione

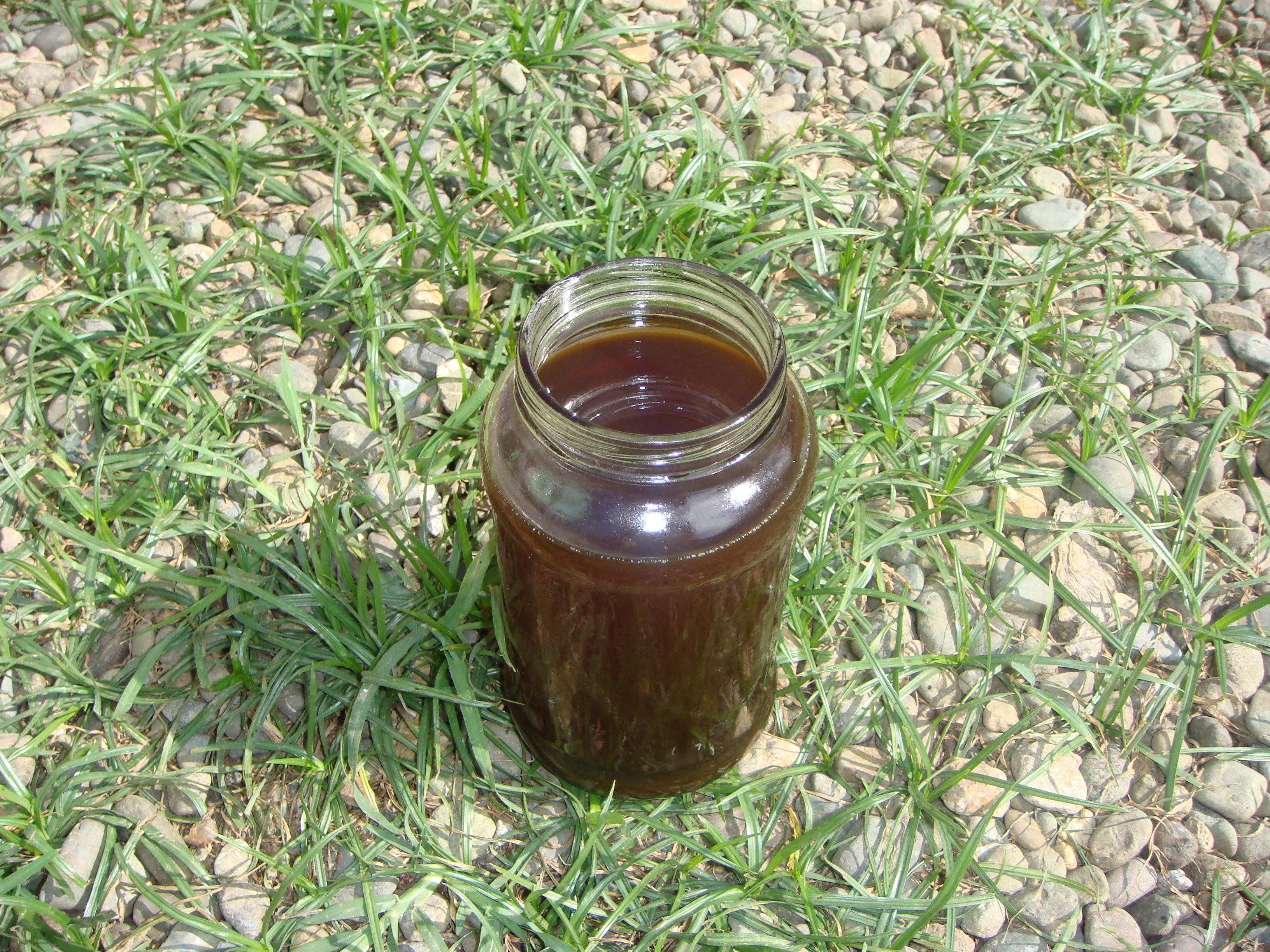
Olio di cocco grezzo derivato da copra

La palma da cocco, Cocos nucifera, cresce bene nelle regioni umide a pochi gradi di latitudine su entrambi i lati dell'equatore. La diffusa varietà alta raggiunge un'altezza di oltre 20 m. La produzione mondiale di noci di cocco (frutti) nel 2019 ha superato i 60 milioni di tonnellate. Il seme fresco rappresenta in peso il 44-66% del frutto fresco. In genere, il seme decorticato di cocco fresco contiene in peso: umidità (50%), olio (34%), ceneri (2,2%), fibre, (3%), proteine (3,5%) e carboidrati (7,3%).
Essiccando il seme decorticato si ottiene la copra che diviene la materia prima oleaginosa con il più alto contenuto di olio (65-68%) di tutte le colture oleaginose. La procedura di stoccaggio, di essiccazione e il tenore di umidità finale influenzano significativamente la qualità dell'olio derivato dalla copra. La corretta raccolta della noce di cocco (l'età di una noce di cocco può essere da due a venti mesi quando viene raccolta) fa una differenza significativa nell'efficacia del processo di produzione dell'olio. La copra a base di noci immature è più difficile da lavorare e produce un prodotto inferiore con rese inferiori.
I processi di produzione dell'olio di cocco differiscono sostanzialmente nell'estrazione da materia prima secca o umida. La meno efficiente ed economica estrazione in umido, con la crema di cocco (il latte di cocco ad alto tenore di lipidi) come intermedio di produzione, oggi viene impiegata quasi unicamente per la produzione del più remunerativo olio di cocco vergine.

### Processo secco
La più comune lavorazione a secco richiede che la polpa bianca venga estratta dal guscio ed essiccata usando il fuoco, la luce solare o le fornaci per creare la copra. Nel processo di essiccazione e durante la conservazione parte della copra può essere deteriorata o contaminata, ad esempio da micotossine. L'estrazione dell'olio dalla copra avviene generalmente combinando l'estrazione meccanica con pressione al tipico processo Soxhlet, tipicamente con esano come solvente. Recuperando il solvente se ne ricava un olio grezzo e un residuo chiamato torta o mosto ricco di fibre e proteine. La torta viene destinata all'alimentazione animale.
L'olio grezzo viene avviato all'industria oleochimica per la produzione di acido laurico e suoi derivati o per la tipica raffinazione chimica con cui vengono rimossi gli acidi grassi liberi, componenti volatili e pigmenti.

### Processo umido
| I maggiori produttori di olio di cocco nel 2018 | I maggiori produttori di olio di cocco nel 2018 |
| Paese                                           | Produzione (tonnellate)                         |
| ----------------------------------------------- | ----------------------------------------------- |
| Filippine                                       | 1 341 000                                       |
| Indonesia                                       | 880 000                                         |
| India                                           | 320 400                                         |
| Vietnam                                         | 167 101                                         |
| Messico                                         | 131 000                                         |
| Bangladesh                                      | 62 699                                          |
| Sri Lanka                                       | 55 200                                          |
| Malaysia                                        | 39 700                                          |
| Mozambico                                       | 30 200                                          |
| Thailandia                                      | 28 700                                          |
| Papua Nuova Guinea                              | 26 700                                          |

Il processo umido estrae l'olio dall'emulsione prodotta macinando finemente la polpa bianca in acqua anziché dalla copra essiccata. Le proteine presenti nell'endosperma del cocco agiscono come emulsionanti e permettono la formazione di una emulsione di olio in acqua, relativamente stabile. Il passaggio più problematico è rompere l'emulsione per separare l'olio. Questo veniva fatto in passato mediante riscaldamento prolungato sopra gli 80 °C, temperatura a cui le proteine del cocco coagulano, producendo però un olio colorato, torbido e non economico. Le moderne tecniche utilizzano centrifughe e pretrattamenti inclusi freddo, calore, acidi, sali, enzimi, elettrolisi, onde d'urto, distillazione a vapore, o una combinazione di questi. Nonostante le numerose varianti e tecnologie, la lavorazione a umido è meno efficiente della lavorazione a secco con una resa inferiore del 10-15%. È comunque vantaggiosa quando dal processo escono prodotti a più alto valore aggiunto, come ad esempio latte di cocco e olio vergine.
Produzione mondiale di olio di cocco (t)Anno01 Mln2 Mln3 Mln4 Mln1961197019791988199720062015Produzione in tonnellate

## Caratteristiche chimico fisiche
Tra gli oli vegetali l'olio di cocco è tra quelli che hanno la minore quantità di acidi grassi insaturi. Questo gli conferisce una notevole stabilità all'ossidazione e irrancidimento. Per l'alta concentrazione di acidi grassi saturi a catena corta (specialmente se viene sottoposto a frazionamento) C6-C12, ha un punto di fusione inferiore di quello dei grassi animali ricchi di acidi grassi saturi a catena lunga, C16-C18.
Le caratteristiche chimico fisiche degli oli vegetali possono variare in funzione del processo di raffinazione. I valori standard dell'olio di cocco non raffinato sono:
| Caratteristiche dell'olio di cocco         | Caratteristiche dell'olio di cocco |
| ------------------------------------------ | ---------------------------------- |
| Umidità e impurità                         | Max 0,5%                           |
| Acidi grassi liberi                        | Max 4%                             |
| Colore                                     | Rosso/nocciola                     |
| Odore                                      | Vernice/rancido                    |
| Densità relativa                           | 0,908 - 0,921 (20 °C)              |
| Indice di rifrazione                       | 1,448 - 1,450                      |
| Numero di saponificazione (olio raffinato) | 248-265 (mg KOH/g olio)            |
| Numero di iodio                            | 6,3-10,6                           |

## Composizione
In tutti gli oli vegetali la composizione può variare in funzione della cultivar, delle condizioni ambientali, della raccolta e della lavorazione. L'olio di cocco è composto prevalentemente da trigliceridi con la seguente distribuzione tipica di acidi grassi, come indicato nel Codex Alimentarius e nei disciplinari della International Coconut Community.
| Composizione tipica dell'olio di cocco | Composizione tipica dell'olio di cocco | Composizione tipica dell'olio di cocco  | Composizione tipica dell'olio di cocco          |
| -------------------------------------- | -------------------------------------- | --------------------------------------- | ----------------------------------------------- |
| acido grasso                           | Notazione Delta                        | Olio di cocco concentrazione (min-max)% | Olio di cocco vergine concentrazione (min-max)% |
| acido capronico                        | 6:0                                    | ND-0,7                                  | 0,1 - 0,95                                      |
| acido caprilico                        | 8:0                                    | 4,6-10,0                                | 4 - 10                                          |
| acido caprico                          | 10:0                                   | 5,0-8,0                                 | 4 - 8                                           |
| acido laurico                          | 12:0                                   | 45,1-53,2                               | 45 - 56                                         |
| acido miristico                        | 14:0                                   | 16,8-21,0                               | 16 - 21                                         |
| acido palmitico                        | 16:0                                   | 7,5-10,2                                | 7,5 - 10,2                                      |
| acido stearico                         | 18:0                                   | 2,0-4,0                                 | 2 - 4                                           |
| acido oleico                           | 18:1Δ9c                                | 5,0-10,0                                | 4,5 - 10                                        |
| acido linoleico                        | 18:2Δ9c12c                             | 1,0-2,5                                 | 0,7 - 2,5                                       |
| acido α-linolenico                     | 18:3Δ9c,12c,15c                        | ND-0,2                                  | < 0,5                                           |
| acido arachico                         | 20:0                                   | ND-0,2                                  | < 0,5                                           |
| acido gadoleico                        | 20:1Δ11c                               | ND-0,2                                  | < 0,5                                           |
| Legenda: ND, Non Determinato o ≤0,05%  |                                        |                                         |                                                 |

| Concentrazione di tocoli rilevata su oli non raffinati | Concentrazione di tocoli rilevata su oli non raffinati |
| Sostanza                                               | mg/kg                                                  |
| ------------------------------------------------------ | ------------------------------------------------------ |
| Tocoli totali                                          | ND-50                                                  |
| Alfa-tocoferolo                                        | ND-17                                                  |
| Beta-tocoferolo                                        | ND-11                                                  |
| Gamma-tocoferolo                                       | ND-14                                                  |
| Delta-tocoferolo                                       | ND                                                     |
| Alfa-tocotrienolo                                      | ND-44                                                  |
| Gamma-tocotrienolo                                     | ND-1                                                   |
| Delta-tocotrienolo                                     | ND                                                     |
| Legenda: ND,= Non Determinato                          |                                                        |

| Distribuzione steroli rilevata su oli non raffinati steroli totali = 400-1200 mg/kg | Distribuzione steroli rilevata su oli non raffinati steroli totali = 400-1200 mg/kg |
| Sostanza                                                                            | % sul totale degli steroli                                                          |
| ----------------------------------------------------------------------------------- | ----------------------------------------------------------------------------------- |
| Colesterolo                                                                         | ND-3,0                                                                              |
| Brassicasterolo                                                                     | ND-0,3                                                                              |
| Campesterolo                                                                        | 6,0-11,2                                                                            |
| Stigmasterolo                                                                       | 11,4-15,6                                                                           |
| Β-sitosterolo                                                                       | 32,6-50,7                                                                           |
| Delta-5-avenasterolo                                                                | 20,0-40,7                                                                           |
| Delta-7-stigmastenolo                                                               | ND-3,0                                                                              |
| Delta-7-avenasterolo                                                                | ND-3,0                                                                              |
| altri steroli                                                                       | ND-3,6                                                                              |
| Legenda: ND, Non Determinato o ≤0,05%                                               |                                                                                     |

## Effetti sulla salute
L'olio di cocco contiene una grande proporzione di acido laurico, un grasso saturo che, nel caso di un diffuso utilizzo in campo alimentare, eleverebbe i livelli di colesterolo nel sangue, aumentando la quantità di lipoproteine ad alta densità (HDL o "colesterolo buono") e lipoproteine a bassa densità (LDL), con maggior aumento in HDL ma l'impatto del suo consumo sul rischio cardiovascolare è oggetto di controversia.
Molte organizzazioni sanitarie sconsigliano l'assunzione nella dieta di grandi quantitativi di olio di cocco a causa dell'alto contenuto di grassi saturi; tra queste la FDA statunitense l'Organizzazione Mondiale della Sanità, International College of Nutrition, Il Department of Health and Human Services statunitense, American Dietetic Association, American Heart Association, British National Health Service, e Dietitians of Canada.

## Uso
Nei Paesi di produzione asiatici, l'olio di cocco è comunemente usato per cucinare, principalmente nelle fritture. Il punto di fumo, al solito, dipende dalla concentrazione di acidi grassi liberi (FFA) ed è, pertanto, fortemente dipendente dalla bontà del processo di raffinazione a cui viene sottoposto, come mostrato nella sottostante tabella. 
| Punto di fumo dell'olio di cocco | Punto di fumo dell'olio di cocco |
| Concentrazione FFA               | Punto di fumo                    |
| -------------------------------- | -------------------------------- |
| 1%                               | 150 °C                           |
| 0,5%                             | 194 °C                           |
| 0,1%                             | 200 °C                           |

Pur tuttavia, proprio grazie all'elevata percentuale di catene acide grasse sature (meglio se corte, se sottoposto a frazionamento), particolarmente stabili sia termicamente sia per esposizione all'aria, viene ampiamente usato per uso esterno (cosmesi), specialmente nei processi di saponificazione, per il quale è una delle migliori basi acide grasse (spesso insieme al tradizionale olio d'oliva), molto apprezzato grazie alle sue proprietà emollienti, schiumogene. Gli acidi grassi a catena corta e media hanno una attività antimicrobica che consentirebbe la riduzione/eliminazione di conservanti.
Viene usato inoltre per rimpiazzare i grassi solidi a temperatura ambiente prodotti attraverso procedimenti chimici o chimico-fisici (interesterificazione e intraesterificazione dei grassi, frazionamento, idrogenazione) nei prodotti da forno e pasticceria.
Le stearine dell'olio di cocco hanno un punto di fusione di 27-32 °C mentre l'olio di cocco idrogenato ha punto di fusione di 30-32 °C. 
In Australia l'olio di cocco idrogenato è un comune ingrediente delle merendine e va sotto il nome commerciale di Copha.
La frazione fluida dell'olio di cocco è stata testata come un possibile biodiesel.